# Humphrey (Nebraska)
Humphrey es una ciudad ubicada en el condado de Platte en el estado estadounidense de Nebraska. En el Censo de 2010 tenía una población de 760 habitantes y una densidad poblacional de 588,05 personas por km².

## Geografía
Humphrey se encuentra ubicada en las coordenadas 41°41′19″N 97°29′7″O / 41.68861, -97.48528. Según la Oficina del Censo de los Estados Unidos, Humphrey tiene una superficie total de 1.29 km², de la cual 1.28 km² corresponden a tierra firme y (0.8%) 0.01 km² es agua.

## Demografía
Según el censo de 2010, había 760 personas residiendo en Humphrey. La densidad de población era de 588,05 hab./km². De los 760 habitantes, Humphrey estaba compuesto por el 98.16% blancos, el 0.39% eran afroamericanos, el 0.53% eran amerindios, el 0% eran asiáticos, el 0% eran isleños del Pacífico, el 0.79% eran de otras razas y el 0.13% pertenecían a dos o más razas. Del total de la población el 0.66% eran hispanos o latinos de cualquier raza.